# Matthew Lillard
Matthew Lyn Lillard (Lansing, 24 de janeiro de 1970) é um ator, dublador, diretor e produtor norte americano. Conhecido por filmes como Scream, SLC Punk!, Serial Mom, Hackers e Summer Catch, ele interpretou  Salsicha Rogers nos filmes Scooby-Doo e Scooby-Doo 2: Monsters Unleashed e tem sido a voz oficial do personagem nas animações  desde a aposentadoria de Casey Kasem em 2009.
Ele ganhou o Prémio de Melhor Ator no Festival Internacional de Cinema de Mar del Plata de 1998.

## Biografia
Matthew Lyn Lillard nasceu em Lansing, Michigan mas cresceu em Tustin na Califórnia.  Filho da Sra. Paula e do Sr. Jeffrey Lillard, tem uma irmã mais nova chamada Amy. Quando jovem frequentou o Foothill High School em Santa Ana e estudou artes cênicas no American Academy of Dramatic Arts em Pasadena, no qual foi colega do ator Paul Rudd.

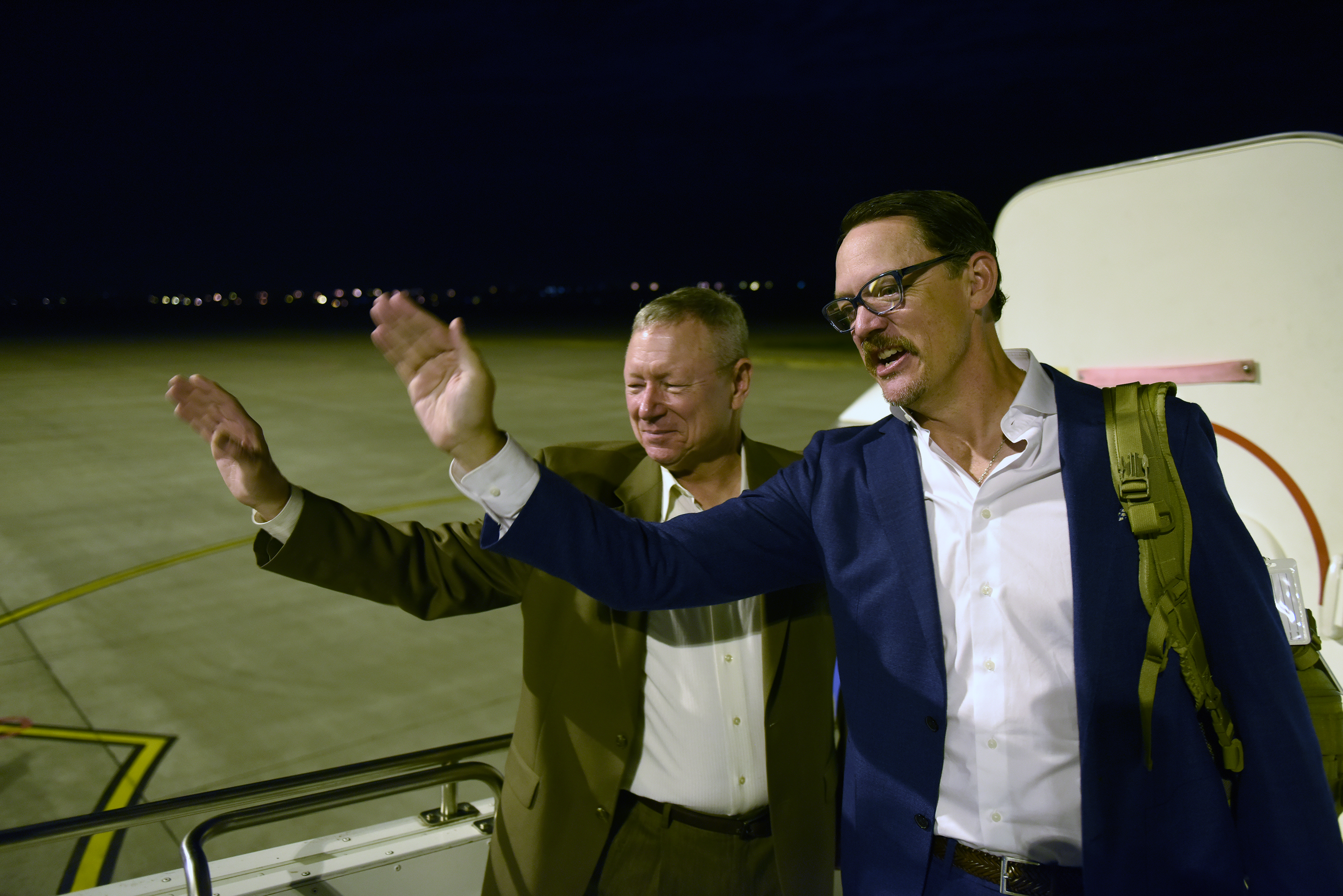
Matthew Lillard e Frank Glass em 2016.

Enquanto ainda estava no colegial Lillard foi co-apresentador de um programa de curta duração intitulado SK8-TV após o colegial, foi contratado como um extra em Ghoulies III: Ghoulies Go to College (1991) e depois interpretou Chip em Serial Mom, uma comédia de humor negro, de 1994.
Estrelou em 1995 um dos cinco filmes daquele ano Hackers, ao lado de Angelina Jolie.
Em 1996 ele foi escalado como Stu Macher no filme de terror Scream, Lillard também interpretou o personagem Stevo, protagonista no filme independente SLC Punk!, e Dennis Rafkin em Thirteen Ghosts.

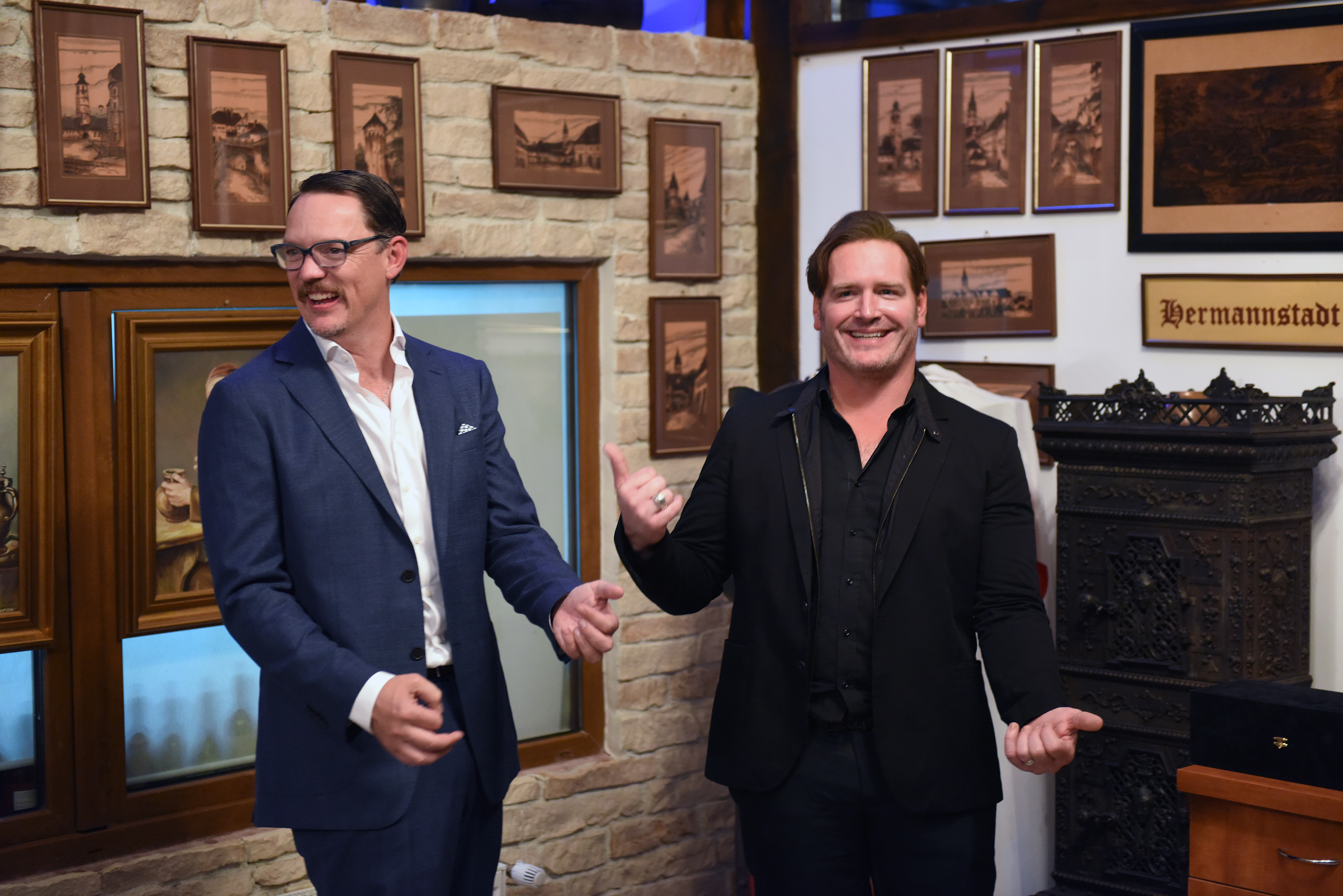
Matthew Lillard (2016).

Lillard foi escalado como Salsicha Rogers no filme live action de 2002 Scooby-Doo e na sua sequência em 2004 Scooby-Doo 2: Monsters unleashed.
Quando Casey Kasem, que dublou o personagem Salsicha desde de sua estreia em 1969, se aposentou devido ao declínio de sua saúde em 2009 Lillard foi escolhido como seu substituto e dublou Salsicha Rogers em duas as séries animadas até agora Scooby-Doo! Mystery Incorporated e Be Cool, Scooby-Doo!.
Em 2011, Lillard estrelou um episódio da série da Fox House, M.D., naquele mesmo ano dirigiu seu primeiro longa-metragem Fat Kid Rules the World, com base no livro de mesmo nome, ainda em 2011, Matthew apareceu no filme de comédia dramática The Descendants ao lado de George Clooney.
Em 2012, Matthew estrelou um episódio da série Criminal Minds. Lillard também interpretou o jornalista Daniel Frye na série de TV The Bridge em 2014 estrelou o filme de animação Under Wrads ao lado de Brooke Shields e Drake Bell.
Em 2022, Matthew foi anunciado no filme de Five Nights at Freddy's, juntamente com Josh Hutcherson.

## Grupos de teatro
Matthew Lillard fundou vários grupos de teatro:
- Mean Streets Ensemble: 1990 - 1991 [6]
- Summoners Ensemble: 1994 - 1997 [7]
- Blue Sphere Alliance: 1997[carece de fontes?]

## Vida pessoal
Em 2000, casou com Heather Helm Lillard com quem tem três filhos. Macey, Addison Grace e Liam Lillard. Em Outubro de 2005, ele participou de um torneio de Dungeons & Dragons contra membros da Organização Gaming Club no Magic Castle em Hollywood, Califórnia. Atualmente o ator e a família residem em Los Angeles.

## Filmografia

#### Filmes
| Ano  | TÍtulo                                        | Personagem                         | Notas                                                                                 |
| ---- | --------------------------------------------- | ---------------------------------- | ------------------------------------------------------------------------------------- |
| 1991 | Ghoulies III: Ghoulies Go to College          | Stork                              | Creditado como Matthew Lynn                                                           |
| 1994 | Serial Mom                                    | Chip Sutphin                       |                                                                                       |
| 1994 | Vanishing Son IX                              | Dawson                             | Telefilme                                                                             |
| 1995 | Animal Room                                   | Doug Van Housen                    |                                                                                       |
| 1995 | Ride for Your Life                            | Nash                               |                                                                                       |
| 1995 | Mad Love                                      | Eric Weber                         |                                                                                       |
| 1995 | Hackers                                       | Emmanuel "Cereal Killer" Goldstein |                                                                                       |
| 1995 | Tarantella                                    | Matt Reynolds                      |                                                                                       |
| 1996 | If These Walls Could Talk                     | Abortion Proteste                  |                                                                                       |
| 1996 | Scream                                        | Stuart "Stu" Macher                |                                                                                       |
| 1997 | The Devil's Child                             | Tim                                | Telefilme                                                                             |
| 1997 | Scream 2                                      | Guy at Party                       | Não creditado                                                                         |
| 1998 | The Curve                                     | Tim Jackson                        |                                                                                       |
| 1998 | Senseless                                     | Tim Laflour                        |                                                                                       |
| 1998 | Telling You                                   | Adam Ginesberg                     |                                                                                       |
| 1998 | Without Limits                                | Roscoe Devne                       |                                                                                       |
| 1998 | SLC Punk!                                     | Stevo                              | Vencedor - Prémio no Festival Internacional de Cinema de Mar del Plata de Melhor Ator |
| 1999 | Spanish Judges                                | Jack Fisher                        |                                                                                       |
| 1999 | She's All That                                | Brock Hudson                       |                                                                                       |
| 1999 | Wing Commander                                | Tenente. Todd "Maniac" Marshall    |                                                                                       |
| 2000 | Love's Labour's Lost                          | Longaville                         |                                                                                       |
| 2000 | Scream 3                                      | Stu Macher                         | Não creditado                                                                         |
| 2000 | Dish Dogs                                     | Jason                              |                                                                                       |
| 2001 | Finder's Fee                                  | Fishman                            |                                                                                       |
| 2001 | Triangle Square                               | Snake Eater                        |                                                                                       |
| 2001 | Summer Catch                                  | Billy Brubaker                     |                                                                                       |
| 2001 | Thirteen Ghosts                               | Dennis Rafkin                      |                                                                                       |
| 2002 | Scooby-Doo                                    | Norville (Salsicha) Rogers         |                                                                                       |
| 2002 | It's a Very Merry Muppet Christmas Movie      | Luc Fromage                        | Telefilme                                                                             |
| 2003 | Looney Tunes: Back in Action                  | Ele Mesmo                          | Cameo                                                                                 |
| 2004 | The Perfect Score                             | Larry                              |                                                                                       |
| 2004 | Scooby-Doo 2: Monsters unleashed              | Norville (Salsicha) Rogers         |                                                                                       |
| 2004 | Wicker Park                                   | Luke                               |                                                                                       |
| 2004 | Without a Paddle                              | Jerry Conlaine                     |                                                                                       |
| 2005 | Karas: The Prophecy                           | Eko                                | Voz                                                                                   |
| 2006 | 13 Graves                                     | Matthew McQueen                    |                                                                                       |
| 2006 | Bickford Shmeckler's Cool Ideas               | Spaceman                           |                                                                                       |
| 2006 | The Groomsmen                                 | Dez Howard                         |                                                                                       |
| 2007 | In the Name of the King: A Dungeon Siege Tale | Duke Fallow                        |                                                                                       |
| 2007 | What Love Is                                  | Sal                                |                                                                                       |
| 2007 | One of Our Owr                                | Bob                                | Co-Produtor                                                                           |
| 2007 | Karas: The Revelation                         | Eko                                | Voz                                                                                   |
| 2009 | Spooner                                       | Herman Spooner                     | Co-Produtor                                                                           |
| 2009 | Come Home Soon                                |                                    | Curta-metragem somente Diretor                                                        |
| 2009 | Messages Deleted                              | Joel Brandt                        |                                                                                       |
| 2009 | Osh Kosh B'gosh: Under The Duerall            | Lloyod B'gosh                      |                                                                                       |
| 2009 | Endless Bummer                                | Mke Mooney                         |                                                                                       |
| 2009 | All's Faire in Love                           | Crocket                            |                                                                                       |
| 2009 | Extreme Movie                                 | Ele Mesmo                          |                                                                                       |
| 2010 | Scooby-Doo! Abracadabra-Doo                   | Norville (Salsicha) Rogers         | Voz                                                                                   |
| 2010 | Scooby-Doo! Camp Scare                        | Norville (Salsicha) Rogers         | Voz                                                                                   |
| 2011 | From The Head                                 | Jimmy                              |                                                                                       |
| 2011 | Scooby-Doo! Legend of the Phantosaur          | Norville (Salsicha) Rogers         | Voz                                                                                   |
| 2011 | The Descendants                               | Brian Speer                        |                                                                                       |
| 2011 | The Pool Boys                                 | Roger                              |                                                                                       |
| 2011 | Scooby-Doo! Music of the Vampire              | Norville (Salsicha) Rogers         | Voz                                                                                   |
| 2012 | Home Run Showdown                             | Joey                               |                                                                                       |
| 2012 | Trouble with the Curve                        | Philip                             |                                                                                       |
| 2012 | Big Top Scooby-Doo!                           | Norville (Salsicha) Rogers         | Voz                                                                                   |
| 2012 | Deep Dark Canyon                              | Jack Cavanaugh                     |                                                                                       |
| 2012 | Scooby-Doo! Haunted Holidays                  | Norville (Salsicha) Rogers         | Voz                                                                                   |
| 2012 | Fat Kid Rules the World                       | Guidance Counselor                 |                                                                                       |
| 2012 | Dear Dracula                                  | Mailman Gus                        | Voz                                                                                   |
| 2012 | Abominable Christmas                          | Dogcatcher                         | Voz                                                                                   |
| 2013 | Scooby-Doo! Mask of the Blue Falcon           | Norville (Salsicha) Rogers         | Voz                                                                                   |
| 2013 | Scooby-Doo! Adventures: The Mystery Map       | Norville (Salsicha) Rogers         | Voz                                                                                   |
| 2013 | Return to the Nim's Island                    | Jack Rusoe                         |                                                                                       |
| 2013 | Scooby-Doo! Stage Fright                      | Norville (Salsicha) Rogers         | Voz                                                                                   |
| 2013 | The Naughty List                              | Tinsel                             | Voz                                                                                   |
| 2013 | Scooby-Doo! and the Spooky Scarecrow          | Norville (Salsicha) Rogers         | Voz                                                                                   |
| 2013 | Scooby-Doo! Mecha Mutt Menace                 | Norville (Salsicha) Rogers         | Voz                                                                                   |
| 2013 | National Lampoon Presents Surf Party          | Mooney                             |                                                                                       |
| 2014 | Match                                         | Mike                               |                                                                                       |
| 2014 | Scooby-Doo! WrestleMania Mystery              | Norville (Salsicha) Rogers         | Voz                                                                                   |
| 2014 | Axel: The Biggest Little Hero                 | Lizard king                        | Voz                                                                                   |
| 2014 | Scooby-Doo! Frankencreepy                     | Norville (Salsicha) Rogers         | Voz                                                                                   |
| 2014 | Under Wrads                                   | Peter                              | Voz                                                                                   |
| 2015 | Scooby-Doo! Moon Monster Madness              | Norville (Salsicha) Rogers         | Voz                                                                                   |
| 2015 | Scooby-Doo! and the Beach Beastie             | Norville (Salsicha) Rogers         | Voz                                                                                   |
| 2015 | Scooby-Doo! and Kiss: Rock and Roll Mystery   | Norville (Salsicha) Rogers         | Voz                                                                                   |
| 2015 | Lego Scooby-Doo! Haunted Hollywood            | Norville (Salsicha) Rogers         | Voz                                                                                   |
| 2015 | Bloodsucking Bastards                         | Phallicyte Executive               | Não creditado                                                                         |
| 2015 | Lego Scooby-Doo: Knight Time Terror           | Norville (Salsicha) Rogers         | Voz                                                                                   |
| 2016 | 6 Love Stories                                | Alan Mackey                        |                                                                                       |
| 2016 | Scooby-Doo! and WWE: Curse of the Speed Demon | Norville (Salsicha) Rogers         | Voz                                                                                   |
| 2017 | Scooby-Doo! Shaggy's Showdown                 | Norville (Salsicha) Rogers         | Voz                                                                                   |
| 2021 | He's All That                                 | Principal Bosch                    | Filme Original Netflix                                                                |
| 2023 | Five Nights at Freddy's                       | Steve Raglan (William Afton)       |                                                                                       |

#### Televisão
| Ano             | TÍtulo                              | Personagem                   | Notas                                |
| --------------- | ----------------------------------- | ---------------------------- | ------------------------------------ |
| 1990            | SK8-TV                              | Host                         | 13 Episódios                         |
| 1997            | Nash Bridges                        | Brian Van Pelt               | Episódio "Gun Play"                  |
| 2005            | American Dad!                       | Bruce                        | Voz Episódio "Homeland Insecurity"   |
| 2005-2007, 2012 | Robot Chicken                       | Salsicha Rogers / Vários     | Voz 4 Episódios                      |
| 2006            | The Replacements                    | Trevor Bodie                 | Voz 2 Episódios                      |
| 2006            | Eloise: The Animated                | Monsieur Ducat               | Voz Episódio "Little Miss Christmas" |
| 2007            | Area 57                             | Col. Steven Isaac            | Pilot                                |
| 2009            | Gary Unmarried                      | Taylor                       | Episódio "Gary's Ex-Brother-In-Law"  |
| 2009            | Law & Order: Special Victims Unit   | Chet                         | Episódio "Ballerina"                 |
| 2009            | Married Not Dead                    | Rob                          | Pilot                                |
| 2010-2013       | Scooby-Doo! Mystery Incorporated    | Salsicha Rogers              | Voz 52 Episódios                     |
| 2011            | House, M.D                          | Jack                         | Episódio "Larger Than Life"          |
| 2011            | Generator Rex                       | Surge                        | Voz Episódio "Waster Land"           |
| 2011            | Batman: The Brave and the Bold      | Salsicha Rogers              | Voz 1 Episódio                       |
| 2011-2013       | Mad                                 | Salsicha Rogers              | Voz 2 Episódios                      |
| 2012            | Shut Up! Cartoons                   | Ned                          | Voz 9 Episódios                      |
| 2012            | Leverage                            | Gabe Erickson                | 1 Episódio                           |
| 2012            | Criminal Minds                      | David Roy Turner             | 1 Episódio                           |
| 2013            | I Am Victor                         | Elliot Moe                   | Pilot                                |
| 2013-2014       | The Bridge                          | Daniel Frye                  | 25 Episódios                         |
| 2013-2014       | Beware the Batman                   | Kobra                        | Voz 4 Episódios                      |
| 2014, 2016      | The Good Wife                       | Rowby                        | 2 Episódios                          |
| 2015            | State of Affairs                    | Diretor da CIA DD Banks      | 3 Episódios                          |
| 2015            | Problem Child                       | ED                           | Pilot                                |
| 2015            | Scooby-Doo! Lego Shorts             | Salsicha Rogers              | Voz                                  |
| 2015 - presente | Be Cool, Scooby-Doo!                | Salsicha Rogers              | Voz                                  |
| 2015            | Lego Scooby-Doo! Knight Time Terror | Salsicha Rogers              | Voz Especial de TV                   |
| 2016            | Bosch                               | Luke "Lucky" Rykov           | 5 Episódios                          |
| 2017            | “Twin Peaks”                        | Willian (Bill) Hustings 1-18 |                                      |
| 2018- 2020      | Good Girls                          | Dean Boland                  | Elenco regular                       |

#### Vídeo Game
| Ano  | TÍtulo                                                | Personagem                 | Notas |
| ---- | ----------------------------------------------------- | -------------------------- | ----- |
| 2010 | Scooby-Doo! and the Spooky Swamp                      | Norville (Salsicha) Rogers | Voz   |
| 2014 | Scooby-Doo & Looney Tunes Cartoon Universe: Adventure | Norville (Salsicha) Rogers | Voz   |
| 2015 | My Friend Scooby-Doo!                                 | Norville (Salsicha) Rogers | Voz   |
| 2015 | Lego Dimensions                                       | Norville (Salsicha) Rogers | Voz   |